# Hydrochorema lyfordi
Hydrochorema lyfordi là một loài Trichoptera trong họ Hydrobiosidae. Chúng phân bố ở miền Australasia.